# Sergej Muravjov-Apostol

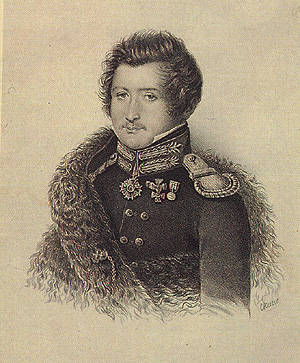
Sergej Muravjov-Apostol.

Sergej Ivanovitj Muravjov-Apostol (ryska: Сергей Иванович Муравьёв-Апостол), född 9 oktober (gamla stilen: 28 september) 1796 i Sankt Petersburg, död där 25 juli (gamla stilen: 13 juli) 1826 (avrättad), var en rysk militär och upprorsman. 
Muravjov tillhörde en ättegren, som på mödernet härstammade från en kosackhetman Apostol. Han var överstelöjtnant vid Tjernigovska regementet, då han i december 1825 framträdde som en av ledarna för dekabristupproret. Efter dess misslyckande i Sankt Petersburg utropade han den 5 januari 1826 storfurst Konstantin till tsar och intog med några kompanier soldater staden Vasilkov, men tillfångatogs den 15 januari svårt sårad i en strid med kejserliga trupper och avrättades genom hängning samma år.